# Estación Piszkéstető
La estación Piszkéstető o estación Piszkéstető es un observatorio de las montañas de Mátra, Hungría, que fue construido en 1958. Es una estación astronómica del observatorio Konkoly de Budapest. Tiene los códigos 461 para la universidad de Szeged y 561 para el observatorio Konkoly de la Unión Astronómica Internacional.

## Telescopios
El observatorio cuenta con cuatro telescopios:
- Un telescopio Ritchey-Chrétien de 1 m desde 1974.
- Un telescopio Schmidt 60/90/180 cm desde 1962.
- Un telescopio Cassegrain de 50 cm desde 1966.
- Un telescopio  Ritchey-Chrétien de 40 cmdesde 2010.[1]